# Hotelplan Group
Hotelplan Group est un voyagiste suisse.
Fondé en 1935 en tant que coopérative et filiale de la Fédération des coopératives Migros, Hotelplan devient une société anonyme le 21 avril 1981. Basé à Glattbrugg (Suisse), le groupe Hotelplan est une société suisse internationale, spécialisée dans les voyages d’agrément et les voyages d’affaires.
Hotelplan est le plus grand voyagiste suisse, employant 2 485 personnes pour un chiffre d'affaires de 1,73 milliard[De quoi ?] en 2023.

## Description
Hotelplan est fondé le 29 avril 1935. Son siège est à Opfikon, dans le canton de Zurich. Le groupe est une filiale de la Fédération des coopératives Migros, organisé en société faîtière depuis 2007.
Premier voyagiste de Suisse, le groupe emploie près de 2 000 personnes dans 18 pays pour un chiffre d'affaires de 1,44 milliard en 2022. Les unités commerciales du groupe comprennent le premier voyagiste suisse Hotelplan Suisse, et ses marques travelhouse, tourisme pour tous, de même que le secteur Volume Tour Operating, qui regroupe les vacances balnéaires et les voyages intervilles sous les enseignes Hotelplan, Vacances Migros et vtours. En Grande-Bretagne, l’entreprise est représentée par Hotelplan UK, avec les marques Inghams, Inntravel, Santa’s Lapland et Explore Worldwide. Le portefeuille comporte également Interhome, une prestataire de locations de vacances, ainsi que les deux spécialistes des voyages d’affaires, bta first travel et Finass Reisen.
Hotelplan Group exploite, via son unité commerciale Hotelplan Suisse, 82 magasins en Suisse en octobre 2023.

## Histoire

### Les débuts d'Hotelplan
La Swiss Hotel Association et le Swiss Traffic Center ont rejeté la coopération offerte par Duttweiler en raison de divergences inconciliables. En revanche, il a trouvé des collègues désireux de coopérer avec l'association des agences de voyages et l'association des entreprises de transport suisses. Malgré les inquiétudes de leur association, de nombreux hôteliers étaient disposés à proposer leurs services beaucoup moins cher que d'habitude. La stratégie de réduction et les publicités réalisées par Josef Dahinden ont largement contribué au succès[passage promotionnel]. À la fin de l'année, plus de 52 000 arrangements hebdomadaires avaient été vendus et de nombreux invités venaient de l'étranger. En 1939, plus de 800 hôtels, chemins de fer et compagnies maritimes avaient participé au plan hôtelier[réf. incomplète]. La Seconde Guerre mondiale a soudainement interrompu le développement houleux et Hotelplan est temporairement devenu une petite agence de voyages pour les voyages intérieurs. Duttweiler n'a pas licencié les employés, mais les a utilisés pour certaines fonctions de l'économie de guerre comme le système de rationnement de Migros.

### L'expansion
En raison de la saturation du marché et de la concurrence féroce dans le secteur des voyagistes européens, la coopérative Hotelplan a décidé de la transformer en société anonyme, qui a été achevée le 21 avril 1981. En 1984, Hotelplan a fondé les horizons Clubferien et Clubhotels AG, en janvier 1985, la société a accueilli son dix millionième client[réf. incomplète]. En 1989, le Groupe Interhome, le plus grand fournisseur mondial d'appartements et de maisons de vacances, a été repris, le groupe comprenant désormais 36 sociétés avec plus de 140 bureaux dans douze pays. En 1990, Hotelplan a réalisé pour la première fois un chiffre d'affaires de plus d'un milliard de francs. En 1999, ce chiffre était passé à 1,94 milliard [De quoi ?].

### 2000-2010
La compagnie aérienne Belair a été fondée le 3 novembre 2001, parce que Balair, à l'époque, a été fondée en tant que filiale de Swissair le 2 octobre 2001 pour assurer sa propre activité de vols charters. Au cours de l'exercice 2001, Hotelplan a réalisé un chiffre d'affaires record de 2,29 milliards de francs. Fin 2001, Hotelplan a emménagé dans son nouveau siège à Glattbrugg et abandonné les bureaux administratifs décentralisés de la région de Zurich, y compris l'ancien siège à Zurich. Le 1er janvier 2002, le voyagiste Ernst Marti AG a été repris et fait partie de la nouvelle Marti Reisebüro AG, dont Hotelplan Switzerland détenait environ 70 %. Fin janvier 2004, Hotelplan a lancé la marque EASY! Einfach-Ferien.ch, qui cible le segment des prix bas. Mi-2004, la filiale d'Hotelplan tpt tourisme pour tous SA, basée à Lausanne, a fusionné avec la maison mère, mais est restée en tant que marque. Marti Reisebüro AG a été reprise le 1er novembre et a fusionné avec Hotelplan. Avec effet rétroactif au 1er novembre, Esco-Reisen AG a été fusionnée dans Hotelplan et conservée en tant que marque.
En 2005, Hotelplan prend une participation majoritaire dans Travelwindow AG, qui exploite notamment le portail de voyage en ligne travel.ch. Hotelplan Italy lance T-Club, une nouvelle marque[évasif]sur le marché italien. En 2006, Hotelplan Holland et ses 400 employés sont cédés au groupe néerlandais Oad. Hotelplan lance la marque Globus Reisen avec le grand magasin Globus, une société sœur. Avec le rachat du groupe Travelhouse en 2006, Hotelplan est devenu le plus grand voyagiste de Suisse et a dépassé Kuoni. En 2007, Hotelplan et Air Berlin concluent un partenariat stratégique[évasif], tandis qu'Air Berlin a acquis une participation de 49 % dans Belair. En 2008, Hotelplan Schweiz AG et Travelhouse sont renommés « M-Travel Switzerland » (MTCH AG). En octobre 2009, Hotelplan vend sa participation dans Belair à Air Berlin.

### Depuis l'an 2010
En août 2011, Hotelplan Group rachète le fournisseur de maisons de vacances Interchalet Ferienhaus, un rachat qui s'étend sur deux ans. En mai 2012, Hotelplan vend sa participation dans le voyagiste russe déficitaire Ascent Travel. Au 31 octobre 2014, Hotelplan Suisse retire la marque de voyages à prix réduit Denner Reisen du marché. Denner continue ses activités de publication d'offres de plans d'hôtels dans la brochure « Denner Week ». En décembre 2015, Hotelplan reprend le fournisseur d'aventure douce Explore Worldwide et le spécialiste de la plongée Regaldive. En octobre 2016, le groupe rachète l'agence de voyages Beo AG Thun et vend l'unité commerciale Hotelplan Italia au voyagiste italien Eden Viaggi. Le portail de voyages en ligne travel.ch est supprimé fin 2017. Hotelplan a fondé la plate-forme Powder Finder pour l'héliski en 2017. En 2019, Hotelplan reprend le voyagiste Vtours.

## Filiales
- Hotelplan Suisse : Hotelplan, Vacances Migros, travelhouse, tourisme pour tous
- Volume Tour Operating : Hotelplan, Vacances Migros, vtours, vtours suisse, vfly
- Hotelplan UK : Inghams, Inntravel, Santa's Lapland, Explore
- Interhome
- Business Travel : bta first travel AG, Finass Reisen AG